# هارون باركر
هارون باركر (بالإنجليزية: Aaron Barker) هو مغن مؤلف وكاتب أغاني ومغني أمريكي، ولد في 5 مارس 1953 في سان أنطونيو في الولايات المتحدة.

## وصلات خارجية
- الموقع الرسمي
- هارون باركر على موقع ميوزك برينز (الإنجليزية)
- هارون باركر على موقع ديسكوغز (الإنجليزية)